# Velika Erpenja
Velika Erpenja est un village de la municipalité de Veliko Trgovišće (comitat de Krapina-Zagorje) en Croatie. Au recensement de 2011, le village comptait 111 habitants.